# Bourek laadjine
 (mars 2025).
Motif : sources secondaires? à mentionner dans Börek?
- Archive Wikiwix
- Bing
- Cairn
- DuckDuckGo
- E. Universalis
- Gallica
- Google
- G. Books
- G. News
- G. Scholar
- Persée
- Qwant
- (zh) Baidu
- (ru) Yandex
- (wd) trouver des œuvres sur Wikidata

| 1. | Préciser le motif de la pose du bandeau. | Précisez le motif de la pose du bandeau en utilisant la syntaxe suivante : {{admissibilité à vérifier\|date=mars 2025\|motif=remplacez ce texte par le motif}}                       |
| 2. | Informer les utilisateurs concernés.     | Pensez à avertir le créateur de l'article, par exemple, en insérant le code ci-dessous sur sa page de discussion : {{subst:avertissement admissibilité à vérifier\|Bourek laadjine}} |

Le bourek laadjine est une entrée traditionnelle algérienne.

## Description
Le bourek laadjine est une variété de chausson sablé farci à la viande hachée et aux épices,. Cependant, la particularité de ces bricks est qu'elles sont préparées à base de pâte brisée et non de feuille de brick, d'où l'étymologie de ce nom composée de « bourek », signifiant « brick », en arabe algérien et laadjine signifiant « pâte ».

## Préparation
Ces entrées sont très populaires parmi les mets des dîners ramadanesques. Le bourek laadjine accompagne souvent la chorba.